# Jennifer Batu
Jennifer Batu Bawsita (Montereau-Fault-Yonne, 24 ottobre 1993) è una martellista francese con cittadinanza della Repubblica del Congo.

## Carriera
Batu si è avvicinata all'atletica nel 2004 in una scuola sportiva a Nemours. Nel 2015 ottiene il primo successo per la nazionale congolese fissando un nuovo record nazionale della disciplina. Misura aumentata nel 2018 e motivo per cui ha ricevuto a Londra il riconoscimento come atleta congolese dell'anno, spuntandola sulle atlete rappresentanti della Repubblica del Congo e della Repubblica Democratica del Congo quali Mujinga Kambundji, Laëtitia Kamba e Pauline Akonga.

## Record personale
- Lancio del martello: 66,43 m ( Asaba, 4 agosto 2018)

## Palmarès
| Anno | Manifestazione           | Sede        | Evento              | Risultato | Prestazione | Note             |
| ---- | ------------------------ | ----------- | ------------------- | --------- | ----------- | ---------------- |
| 2015 | Giochi panafricani       | Brazzaville | Lancio del martello | Bronzo    | 62,13 m     | Record nazionale |
| 2016 | Africani                 | Durban      | Lancio del martello | 6ª        | 60,00 m     |                  |
| 2017 | Giochi della Francofonia | Abidjan     | Lancio del martello | 4ª        | 62,79 m     |                  |
| 2018 | Africani                 | Asaba       | Lancio del martello | Bronzo    | 66,43 m     | Record nazionale |
| 2019 | Giochi panafricani       | Rabat       | Lancio del martello | 11ª       | 54,04 m     |                  |

## Campionati nazionali
2012
- Bronzo ai Campionati francesi juniores (Lens) - 55,52 m

2015
- Bronzo ai Campionati francesi U23 (Tomblaine) - 58,23 m

2016
- Bronzo ai Campionati francesi invernali (Châteauroux) - 60,00 m